# Peter Postelmans
Peter Postelmans, né le 2 octobre 1965, est un cavalier de saut d'obstacles belge. 

## Palmarès mondial
- 2002 : médaille de bronze par équipe aux Jeux équestres mondiaux de Jerez de la Frontera en Espagne avec Oleander.